# Ollières
Pour les articles homonymes, voir Ollières (homonymie).
Ollières est une commune française située dans le département du Var en région Provence-Alpes-Côte d'Azur.

## Géographie

### Localisation

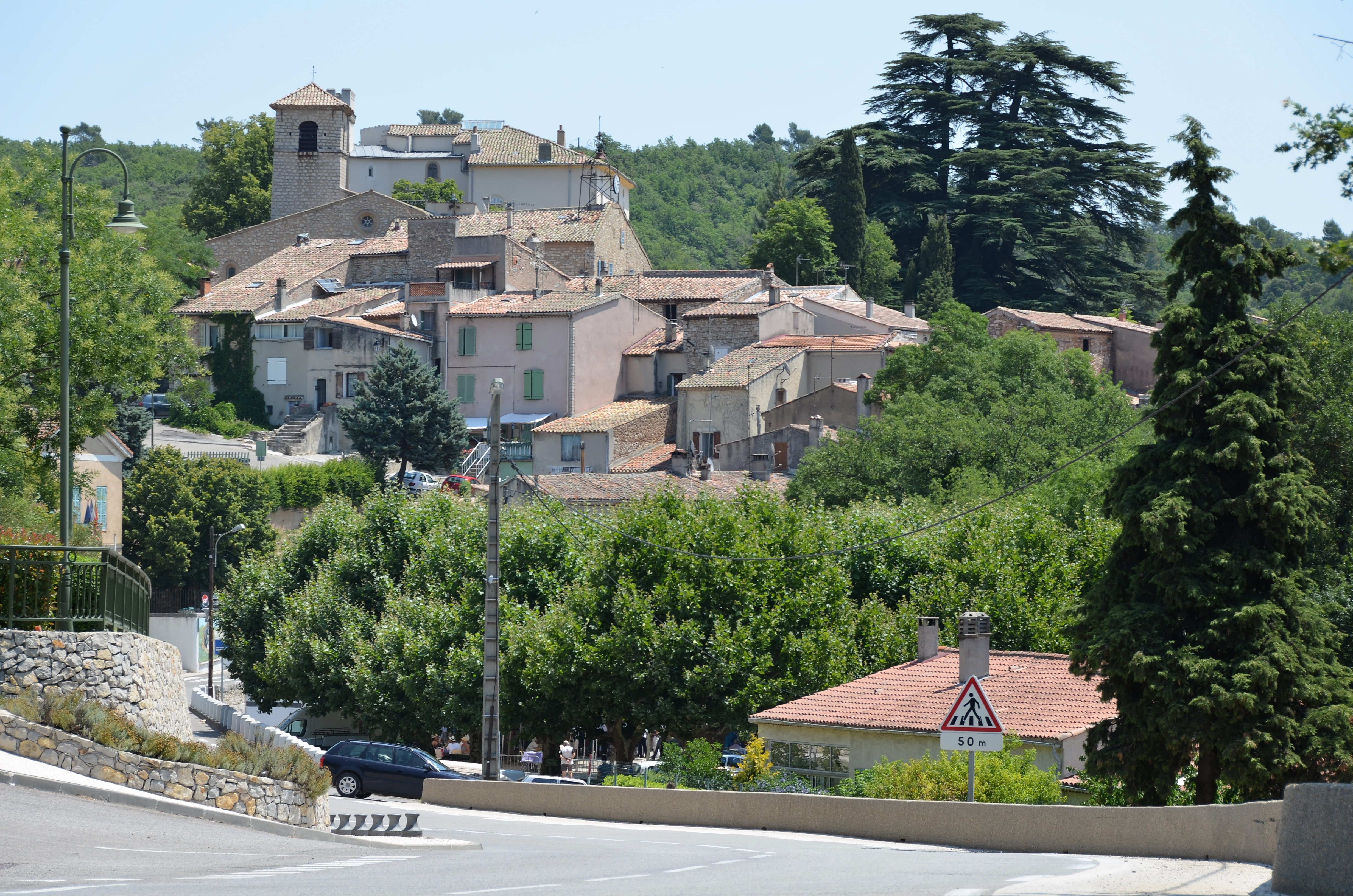
Vue générale.

Commune située à 5 km de Saint-Maximin-la-Sainte-Baume, à 60 km de Marseille et 74 km de Toulon.
Ollières est une des 39 communes du pays de la Provence Verte, qui a obtenu le label « Pays d’art et d’histoire ».

### Communes limitrophes
Les communes limitrophes sont Artigues, Esparron, Pourcieux, Pourrières, Saint-Maximin-la-Sainte-Baume et Seillons-Source-d'Argens.
| Rians      | Esparron | Brue-Auriac                   |
| Pourrières | Ollières | Seillons-Source-d'Argens      |
| Pourcieux  |          | Saint-Maximin-la-Sainte-Baume |

### Géologie et relief
Les plaines d’Ollières affichent une marqueterie de vignes et de champs cultivés.
La zone boisée sépare la plaine de Pourcieux et de Pourrières de celle de Saint-Maximin et d’Ollières. Elle constitue ainsi une transition paysagère importante.
Un plan paysage, couvrant l'ensemble de la Provence vert, a été dressé. En s’inscrivant à l’échelle intercommunale, il apporte une vision cohérente du territoire outrepassant les limites administratives.

### Hydrographie et les eaux souterraines
Cours d'eau sur la commune ou à son aval : Deux ruisseaux :
- Le Vallat d'Ollières,
- La Garène.

La Provence Verte est un territoire quasi « autonome » pour son alimentation en eau potable : l’essentiel des ressources communales provient de ressources souterraines locales (captages dans la nappe karstique). L'état initial de l'environnement dressé dans le cadre du SCOT de la Provence verte démontre que trois communes de la Provence Verte seulement dépassent les valeurs moyennes départementales (Cotignac, Garéoult, Ollières).

### Climat
Pour des articles plus généraux, voir Climat de Provence-Alpes-Côte d'Azur et Climat du Var.
En 2010, le climat de la commune est de type climat méditerranéen franc, selon une étude du Centre national de la recherche scientifique s'appuyant sur une série de données couvrant la période 1971-2000. En 2020, Météo-France publie une typologie des climats de la France métropolitaine dans laquelle la commune est exposée à un climat méditerranéen et est dans la région climatique Provence, Languedoc-Roussillon, caractérisée par une pluviométrie faible en été, un très bon ensoleillement (2 600 h/an), un été chaud (21,5 °C), un air très sec en été, sec en toutes saisons, des vents forts (fréquence de 40 à 50 % de vents > 5 m/s) et peu de brouillards.
Pour la période 1971-2000, la température annuelle moyenne est de 13,3 °C, avec une amplitude thermique annuelle de 16,6 °C. Le cumul annuel moyen de précipitations est de 698 mm, avec 5,6 jours de précipitations en janvier et 2,4 jours en juillet. Pour la période 1991-2020, la température moyenne annuelle observée sur la station météorologique de Météo-France la plus proche, « St Maximin la Ste Baume », sur la commune de Saint-Maximin-la-Sainte-Baume à 4 km à vol d'oiseau, est de 13,7 °C et le cumul annuel moyen de précipitations est de 765,3 mm. 
La température maximale relevée sur cette station est de 42,5 °C, atteinte le 28 juin 2019 ; la température minimale est de −15,2 °C, atteinte le 12 février 2012,,.
Les paramètres climatiques de la commune ont été estimés pour le milieu du siècle (2041-2070) selon différents scénarios d'émission de gaz à effet de serre à partir des nouvelles projections climatiques de référence DRIAS-2020. Ils sont consultables sur un site dédié publié par Météo-France en novembre 2022.

## Urbanisme

### Typologie
Au 1er janvier 2024, Ollières est catégorisée commune rurale à habitat dispersé, selon la nouvelle grille communale de densité à sept niveaux définie par l'Insee en 2022.
Elle est située hors unité urbaine. Par ailleurs la commune fait partie de l'aire d'attraction de Marseille - Aix-en-Provence, dont elle est une commune de la couronne,. Cette aire, qui regroupe 115 communes, est catégorisée dans les aires de 700 000 habitants ou plus (hors Paris),.

### Occupation des sols

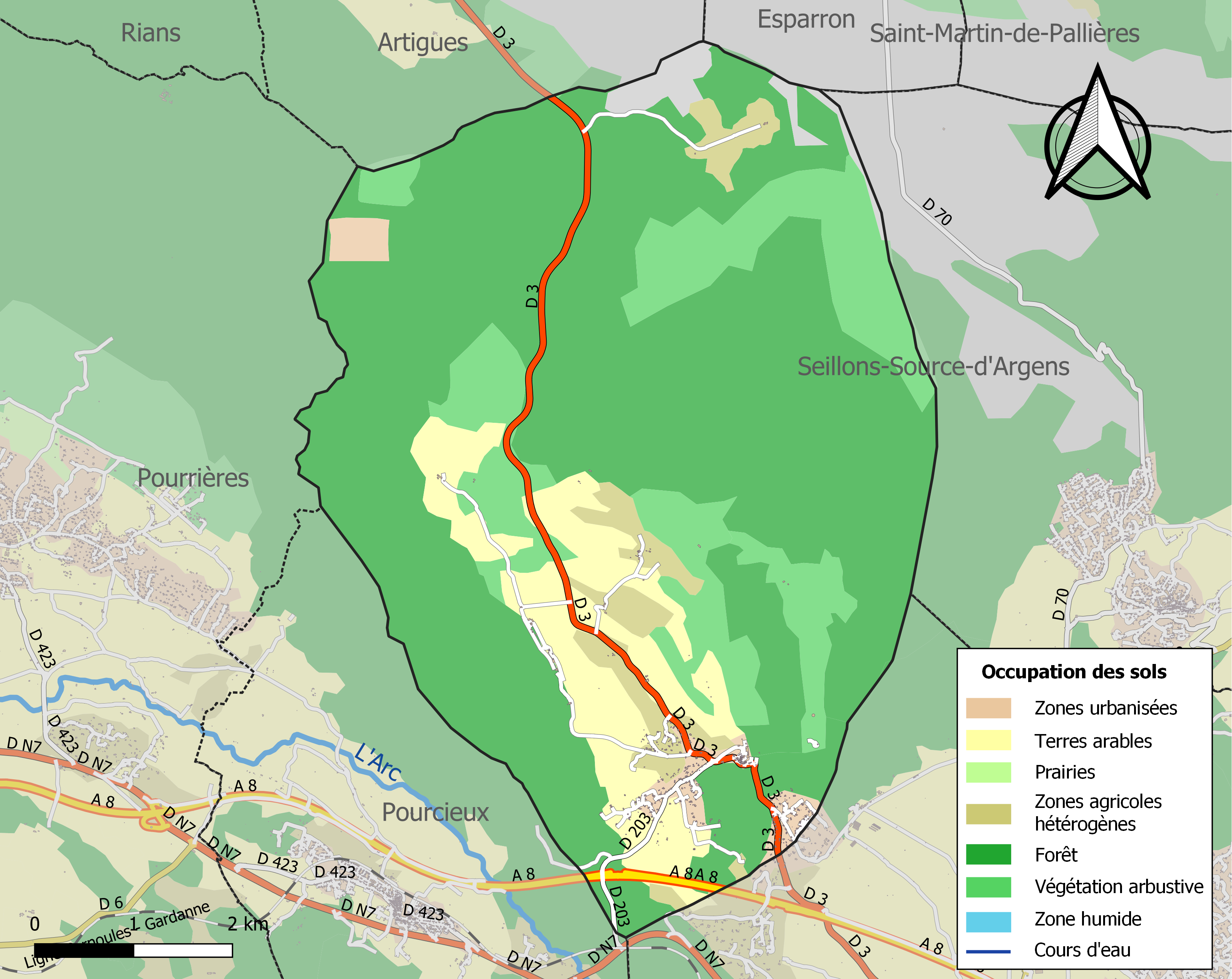
Carte des infrastructures et de l'occupation des sols de la commune en 2018 (CLC).

L'occupation des sols de la commune, telle qu'elle ressort de la base de données européenne d’occupation biophysique des sols Corine Land Cover (CLC), est marquée par l'importance des forêts et milieux semi-naturels (82,7 % en 2018), une proportion sensiblement équivalente à celle de 1990 (82,8 %). La répartition détaillée en 2018 est la suivante :
forêts (65,4 %), milieux à végétation arbustive et/ou herbacée (15,9 %), cultures permanentes (10,6 %), zones agricoles hétérogènes (4,5 %), zones urbanisées (1,6 %), espaces ouverts, sans ou avec peu de végétation (1,4 %), zones industrielles ou commerciales et réseaux de communication (0,6 %). L'évolution de l’occupation des sols de la commune et de ses infrastructures peut être observée sur les différentes représentations cartographiques du territoire : la carte de Cassini (XVIIIe siècle), la carte d'état-major (1820-1866) et les cartes ou photos aériennes de l'IGN pour la période actuelle (1950 à aujourd'hui).

### Lieux-dits, hameaux et écarts
Hameaux isolés :  Selves et Beauvillard.

### Habitat et logement
En 2020, le nombre total de logements dans la commune était de 340, alors qu'il était de 310 en 2015 et de 298 en 2010.
Parmi ces logements, 77,1 % étaient des résidences principales, 7,2 % des résidences secondaires et 15,7 % des logements vacants. Ces logements étaient pour 85,6 % d'entre eux des maisons individuelles et pour 13,5 % des appartements.
Le tableau ci-dessous présente la typologie des logements à Ollières en 2020 en comparaison avec celle du Var et de la France entière. Une caractéristique marquante du parc de logements est ainsi une proportion de résidences secondaires et logements occasionnels (7,2 %) inférieure à celle du département (24,9 %) et à celle de la France entière (9,7 %). Concernant le statut d'occupation de ces logements, 70,6 % des habitants de la commune sont propriétaires de leur logement (70,8 % en 2015), contre 58,3 % pour le Var et 57,5 pour la France entière.
| Typologie                                               | Ollières | Var  | France entière |
| ------------------------------------------------------- | -------- | ---- | -------------- |
| Résidences principales (en %)                           | 77,1     | 69,1 | 82,1           |
| Résidences secondaires et logements occasionnels (en %) | 7,2      | 24,9 | 9,7            |
| Logements vacants (en %)                                | 15,7     | 6    | 8,2            |

### Voies de communications et transports

#### Voies routières
L'accès au village s'effectue par la RD 3 (Rians, Manosque) et la nationale 7, entre Pourcieux et Saint-Maximin-la-Sainte-Baume.

#### Transports en commun
La commune est desservie par le réseau de transport Varlib.
Les stations de chemin de ferles plus proches de Ollières sont les gares d'Aubagne et de Gardanne desservies par des trains TER Provence-Alpes-Côte d'Azur.
Les aéroports internationaux les plus proches sont ceux de :
- Aéroport de Toulon-Hyères,
- Aéroport Marseille-Provence.

### Risques naturels et technologiques
Il existe trois zones de sismicité dans le Var :
- Zone 0 : Risque négligeable. C'est le cas de bon nombre de communes du littoral varois, ainsi que d'une partie des communes du centre Var. Malgré tout, ces communes ne sont pas à l'abri d'un effet tsunami, lié à un séisme en mer ;
- Zone Ia : Risque très faible. Concerne essentiellement les communes comprises dans une bande allant de la montagne Sainte-Victoire au massif de l'Esterel ;
- Zone Ib : Risque faible. Ce risque, le plus élevé du département mais qui n'est pas le plus haut de l'évaluation nationale, concerne 21 communes du nord du département.

La commune d'Ollières est en zone sismique de très faible risque Ia.
Par ailleurs, une cavité souterraine est signalée aux Rabinets.

## Toponymie

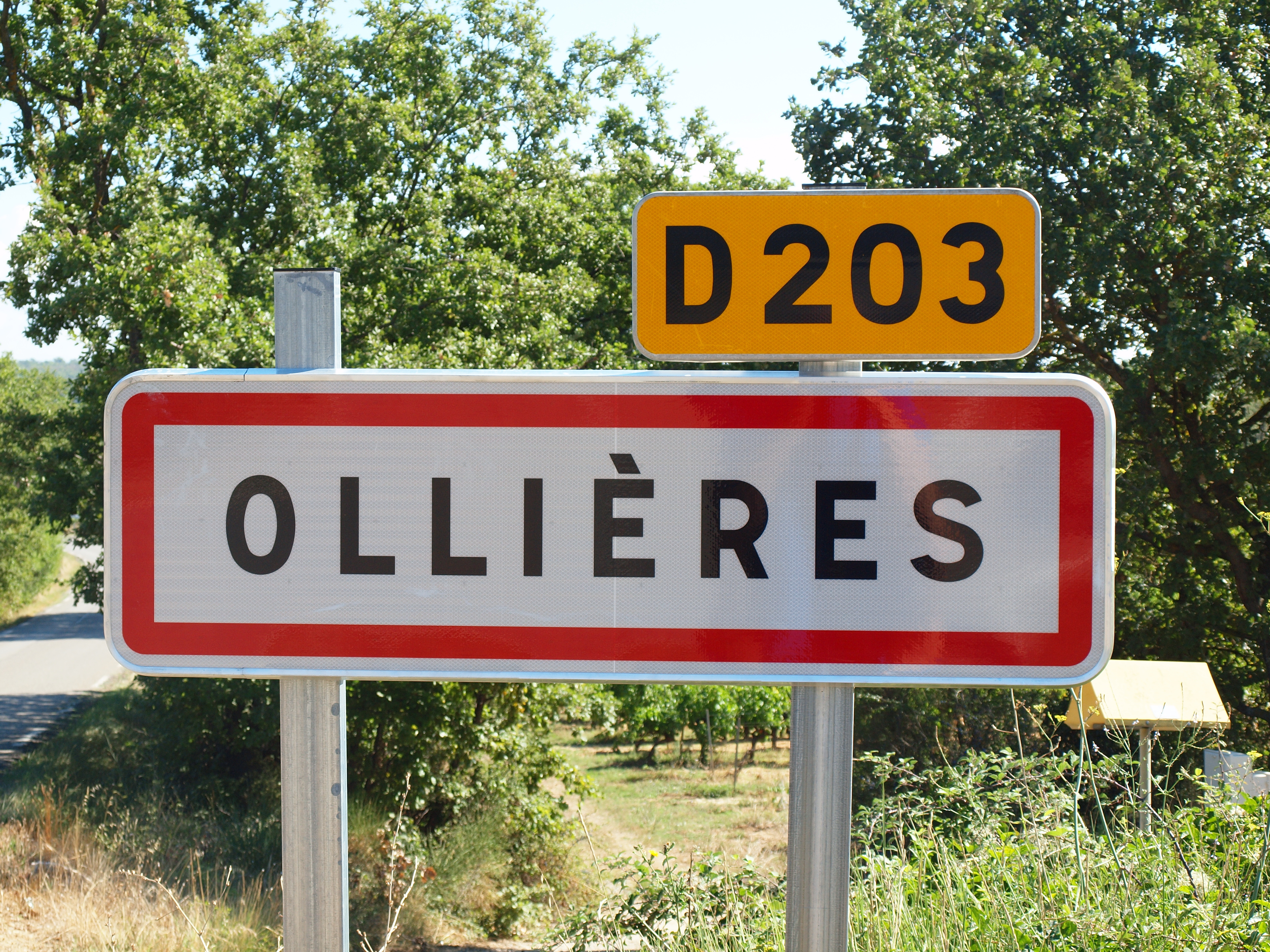

Ollières s'écrit en occitan provençal Olièra selon la norme classique et Oulièro selon la norme mistralienne.[réf. nécessaire] La commune s'appelait Oliveriae ou Ollariae en latin.

## Histoire

### Moyen Âge
Le 5 juin 1316, Raymond Gaufridi est seigneur d'Ollières. En 1317, Raymond se dispute avec son frère Isnard, relatif à la succession de leur père. En 1361, Hugues Giraudi, d'Ollières est écuyer de Jacques d'Agoult d'Ollières. En 1383, Antoine Olerii, d'Apt, est châtelain d'Ollières et juge de Guiran de Simiane.
La mort de la reine Jeanne Ire ouvre une crise de succession à la tête du comté de Provence, les villes de l’Union d'Aix (1382-1387) soutenant Charles de Durazzo contre Louis Ier d'Anjou. Puis, Aix se soumet en octobre 1387, ce qui précipite le ralliement des carlistes, dont le co-seigneur d’Ollières, également seigneur d'Ollioules. Il obtient un « chapitre de paix » de Marie de Châtillon le 2 janvier 1388 et prête hommage à Louis II d'Anjou, âgé de dix ans. La communauté villageoise soutenait elle aussi Charles de Duras, et même au-delà de 1386.
Des céramiques en pâte claire glaçurée, datées du début du XIVe siècle ont été découvertes,,

### Temps modernes
Au début du XVIe siècle on note l'apparition des verreries d'Ollières.

### Époque contemporaine

#### La résistance au coup d’État de 1851 dans le pays Saint-Maximinois
C'est Pierre Jean Joseph Moulet qui organisait les sociétés secrètes de Nans, Pourcieux et Ollières[à recycler].

#### Seconde Guerre mondiale

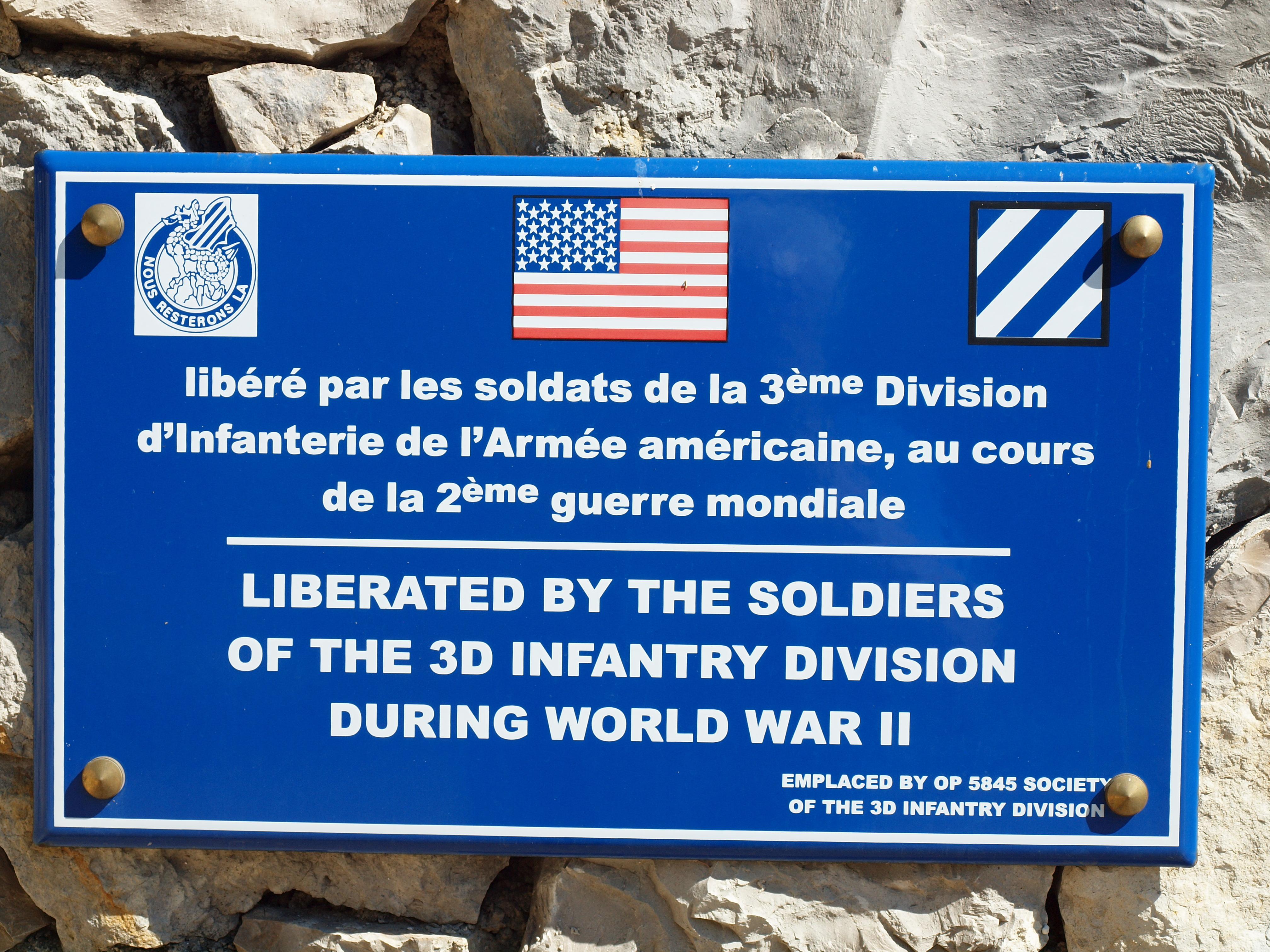
Stèle aux libérateurs de la 3e division d'infanterie américaine

- Frank de Pierrefeu[28],[29].
- Pierrefeu (de) comtesse[30].

## Politique et administration

### Rattachements administratifs et électoraux

#### Rattachements administratifs
La commune se trouve depuis 1974 dans l'arrondissement de Brignoles du département du Var.
Elle faisait partie depuis 1801 du canton de Saint-Maximin-la-Sainte-Baume. Dans le cadre du redécoupage cantonal de 2014 en France, cette circonscription administrative territoriale a disparu, et le canton n'est plus qu'une circonscription électorale.

#### Rattachements électoraux
Pour les élections départementales, la commune fait partie depuis 2014 d'un nouveau canton de Saint-Maximin-la-Sainte-Baume porté de 8 à 19 communes.
Pour l'élection des députés, elle fait partie de la sixième circonscription du Var.

### Intercommunalité
Ollières était membre de la communauté de communes Sainte-Baume Mont-Aurélien, un établissement public de coopération intercommunale (EPCI) à fiscalité propre créé en 2001 et auquel la commune avait transféré un certain nombre de ses compétences, dans les conditions déterminées par le code général des collectivités territoriales.
Dans le cadre des dispositions de la loi portant nouvelle organisation territoriale de la République du 7 août 2015, qui prévoit que les établissements publics de coopération intercommunale (EPCI) à fiscalité propre doivent avoir un minimum de 15 000 habitants, cette intercommunalité a fusionné avec ses voisines pour former, le 1er janvier 2017, la communauté d'agglomération de la Provence Verte, dont est désormais membre la commune.

### Liste des maires
| Période        | Période                        | Identité                        | Étiquette | Qualité                                     |
| -------------- | ------------------------------ | ------------------------------- | --------- | ------------------------------------------- |
| 1790           | 1793                           | Guillaume Rebuffat              |           | Propriétaire                                |
| 1793           | 1800                           | Joseph Aubrégat                 |           | Propriétaire                                |
| 1800           | 1821                           | Jean-François Vincenty          |           | Propriétaire                                |
| 1821           | 1830                           | Guillaume Rebuffat              |           | Tuilier                                     |
| 1830           | juillet 1837                   | Joseph Jaume                    |           | Propriétaire                                |
| août 1837      | 1840                           | Laurent Garnier                 |           | Maréchal-ferrant Mort en fonction           |
| septembre 1840 | janvier 1846                   | Probace-Louis Garnier           |           | Propriétaire                                |
| 1846           | mai 1848                       | Roch-César Cairety              |           | Propriétaire                                |
| mai 1848       | septembre 1849                 | Jean-Baptiste Aubrégat          |           | Propriétaire Mort en fonction               |
| octobre 1849   | novembre 1857                  | Étienne Coquillat               |           | Propriétaire                                |
| décembre 1857  | avril 1859                     | Ferdinand Joseph Marie de Félix |           | Propriétaire, comte du Muy Mort en fonction |
| août 1859      | mars 1870                      | Roch-César Cairety              |           | Rentier Mort en fonction                    |
| octobre 1870   | mai 1871                       | Toussaint Baptiste              |           | Propriétaire                                |
| mai 1871       | 1876                           | Ferdinand Léon Amator de Félix  |           | Propriétaire, marquis du Muy                |
| 1876           | 1877                           | Jean-Joseph Rebuffat            |           | Propriétaire                                |
| 1877           | janvier 1878                   | Ferdinand Léon Amator de Félix  |           | Propriétaire, marquis du Muy                |
| janvier 1878   | après 1914                     | Jean-Joseph Rebuffat            |           | Propriétaire                                |
|                |                                |                                 |           |                                             |
| 1968           | 1977                           | Didier Blain                    |           |                                             |
| 1977           | 1995                           | Louis Gayraud                   |           | Ancien militaire                            |
| 1995           | février 2006                   | Marcel Jean Doriac              | PS        | Mort en fonction                            |
| mars 2006      | mars 2008                      | René Caire                      | PS        |                                             |
| mars 2008      | mai 2020                       | Jeanine d'Andrea                | SE        | Ancienne secrétaire de Mairie               |
| mai 2020       | avril 2023                     | Arnaud Fauquet-Lemaitre         |           | Démissionnaire                              |
| septembre 2023 | En cours (au 30 novembre 2023) | Olivier Barthélémy              |           | Chef d'entreprise                           |

### Finances communales
En 2019, le budget de la commune était constitué ainsi :
- total des produits de fonctionnement : 505 000 €, soit 765 € par habitant ;
- total des charges de fonctionnement : 413 000 €, soit 626 € par habitant ;
- total des ressources d’investissement : 133 000 €, soit 202 € par habitant ;
- total des emplois d’investissement : 121 000 €, soit 183 € par habitant.
- endettement : 425 000 €, soit 645 € par habitant.

Avec les taux de fiscalité suivants :
- taxe d’habitation : 9,72 % ;
- taxe foncière sur les propriétés bâties : 7,95 % ;
- taxe foncière sur les propriétés non bâties : 106,54 % ;
- taxe additionnelle à la taxe foncière sur les propriétés non bâties : 0,00 % ;
- cotisation foncière des entreprises : 0,00 %.

## Équipements et services publics

### Enseignement
- Les écoles maternelles et primaires les plus proches se trouvent à Seillon-Source d'Argens, Saint-Maximin-la Sainte-Baume, Pourrière[37].
- Les collèges se trouvent à Saint-Maximin-la Sainte-Baume, Trets, Saint-Zacharie, Rousset, Barjols.
- Les lycées se trouvent à Saint-Maximin-la Sainte-Baume, Peynier, La Celle, Fuveau, Brignoles.

### Santé
Professionnels et établissements de santé :
- Médecins à Saint-Maximin-la-Sainte-Baume, Pourrières,
- Pharmacies à Saint-Maximin-la-Sainte-Baume, Pourrières,
- Hôpitaux à Saint-Maximin-la-Sainte-Baume, Nans-les-Pins.

## Population et société

### Démographie
L'évolution du nombre d'habitants est connue à travers les recensements de la population effectués dans la commune depuis 1793. Pour les communes de moins de 10 000 habitants, une enquête de recensement portant sur toute la population est réalisée tous les cinq ans, les populations de référence des années intermédiaires étant quant à elles estimées par interpolation ou extrapolation. Pour la commune, le premier recensement exhaustif entrant dans le cadre du nouveau dispositif a été réalisé en 2007.

En 2022, la commune comptait 638 habitants, en stagnation par rapport à 2016 (Var : +4,98 %, France hors Mayotte : +2,11 %).
| 1793 | 1800 | 1806 | 1821 | 1831 | 1836 | 1841 | 1846 | 1851 |
| ---- | ---- | ---- | ---- | ---- | ---- | ---- | ---- | ---- |
| 330  | 285  | 353  | 360  | 382  | 406  | 362  | 390  | 383  |

| 1856 | 1861 | 1866 | 1872 | 1876 | 1881 | 1886 | 1891 | 1896 |
| ---- | ---- | ---- | ---- | ---- | ---- | ---- | ---- | ---- |
| 346  | 334  | 300  | 303  | 311  | 279  | 243  | 236  | 219  |

| 1901 | 1906 | 1911 | 1921 | 1926 | 1931 | 1936 | 1946 | 1954 |
| ---- | ---- | ---- | ---- | ---- | ---- | ---- | ---- | ---- |
| 205  | 200  | 203  | 164  | 173  | 193  | 209  | 142  | 170  |

| 1962 | 1968 | 1975 | 1982 | 1990 | 1999 | 2006 | 2007 | 2012 |
| ---- | ---- | ---- | ---- | ---- | ---- | ---- | ---- | ---- |
| 166  | 138  | 151  | 200  | 331  | 446  | 602  | 624  | 627  |

| 2017 | 2022 | - | - | - | - | - | - | - |
| ---- | ---- | - | - | - | - | - | - | - |
| 646  | 638  | - | - | - | - | - | - | - |

Aux XIVe et XVe siècles, Ollières est particulièrement touchée par la crise démographique provoquée par la Peste noire et la guerre de Cent Ans : la communauté finit par disparaître. Elle n’est reconstituée par une charte de fondation qu’en 1527.

### Manifestations culturelles et festivités

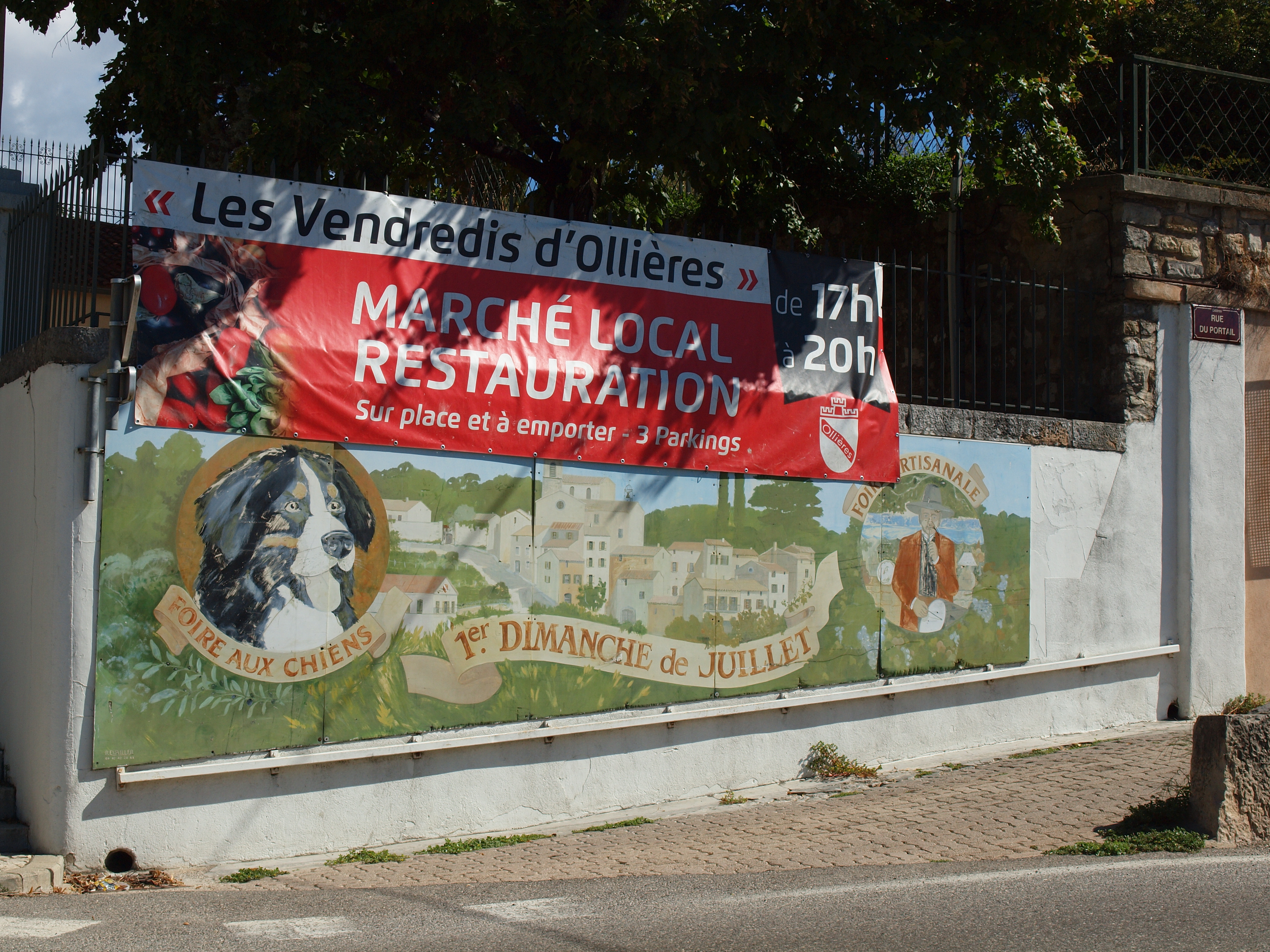

- La Foire aux chiens, qui se tenait traditionnellement le premier dimanche de juillet, a longtemps été l’un des rendez-vous emblématiques de la commune. Souhaitant honorer la renommée de cette manifestation, la municipalité a fait ériger sur l’esplanade une fontaine ornée de bas-reliefs représentant les « stars » canines. Bien que cette fête n’ait plus lieu depuis quelques années, son souvenir demeure à travers ce monument.[43].
- Les Chimères de Saint-Hilaire. Fête médiévale fantastique.

### Cultes
- Culte catholique, paroisse de la Résurrection du Seigneur comprenant Notre-Dame de l'Assomption à Pourcieux ; Saint-Trophyme à Pourrières ; La Résurrection du Seigneur à Ollières[44].

## Économie

### Agriculture

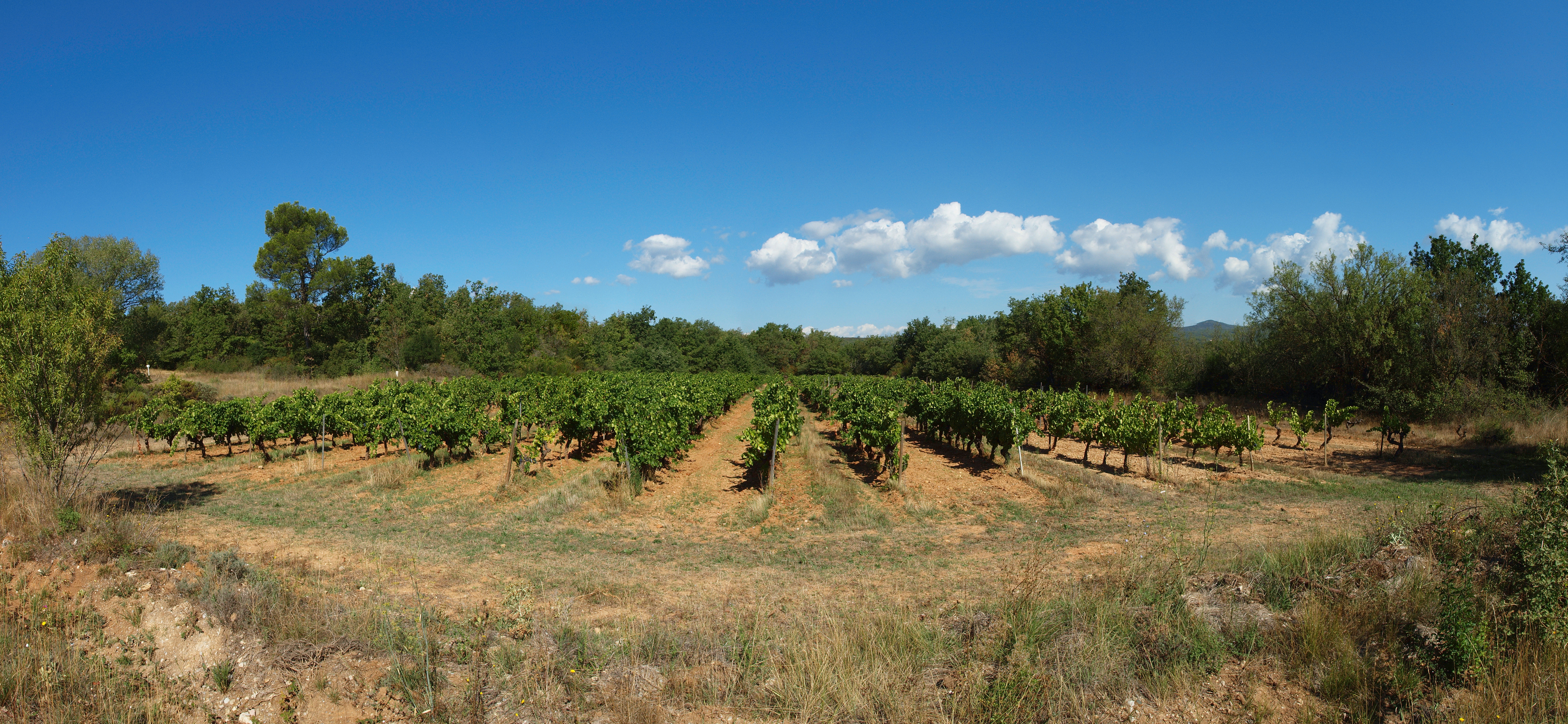
Vignoble.

La commune fait partie de la zone de production des Coteaux-varois-en-provence :
- Château Ollières, domaine viticole[45].
- Domaine "Les Terres de Saint Hilaire"[46].

### Commerces et artisanats
- La verrerie de Peyra-Ficha[47].

### Industries
- Anciennes exploitations de mines de bauxite[48].

## Population et société

### Lieux et monuments
- Donjon cylindrique, restes du XVe siècle d'un château des vicomtes de Marseille mentionné depuis 2010, englobé dans des constructions plus récentes[49]. Le château date des d’Agoult mais a été modifié aux XVIIe siècle et XVIIIe siècle par les de Félix[50].
- L'église Sainte-Anne, du XIe siècle-XIIe siècle. Son portail dont l’ornementation, très représentatif de l’art carolingien, est inscrit sur l'inventaire supplémentaire des Monuments Historiques depuis 1928[51].

La restauration du tableau « Saint Hilaire avec Dieu le Père et le Saint Esprit» a fait l'objet d'un soutien de la Fondation du patrimoine avec l’Association des Amis de l’Église Sainte Anne d’Ollières et la municipalité,.

L'église Sainte-Anne
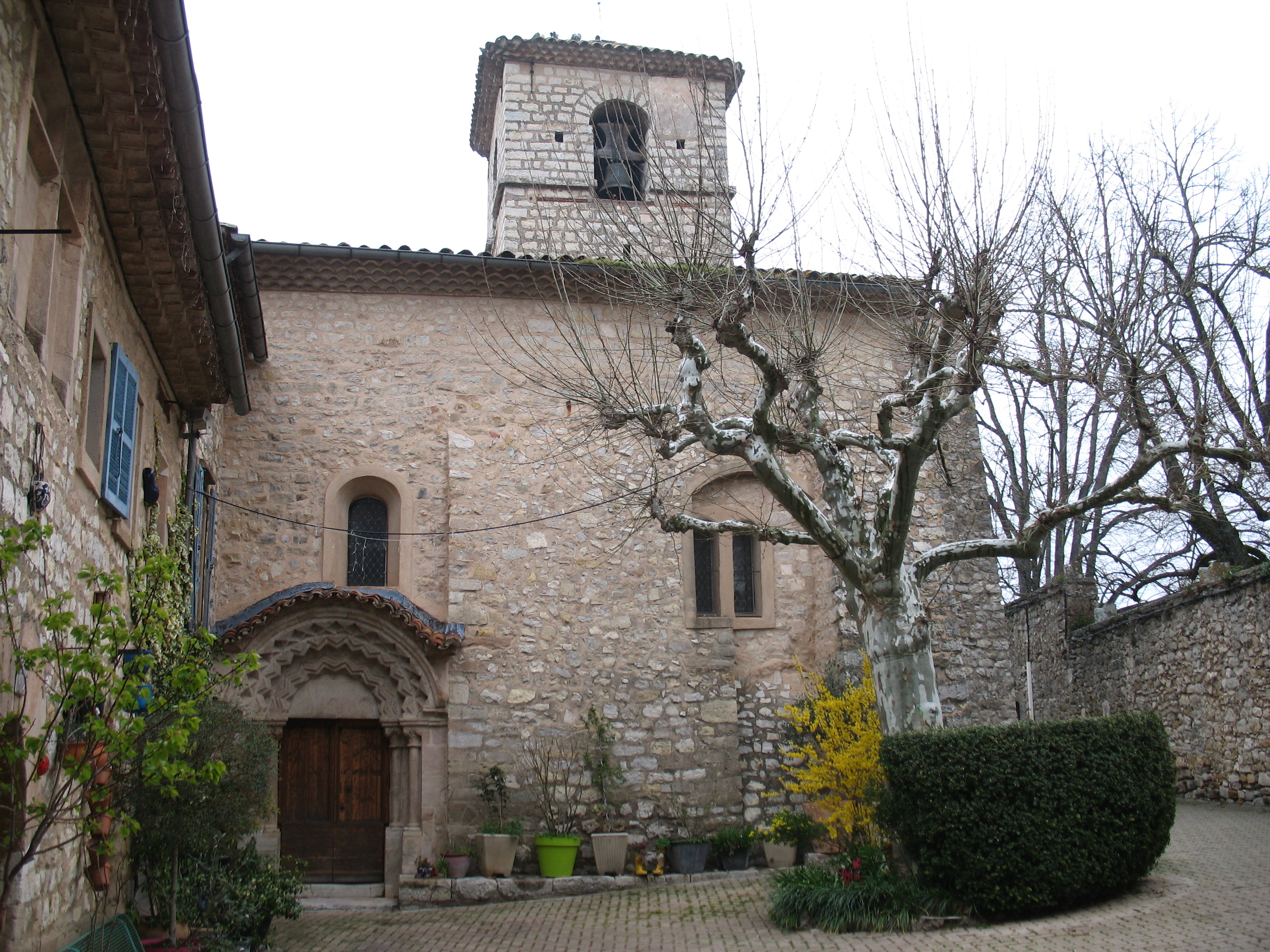
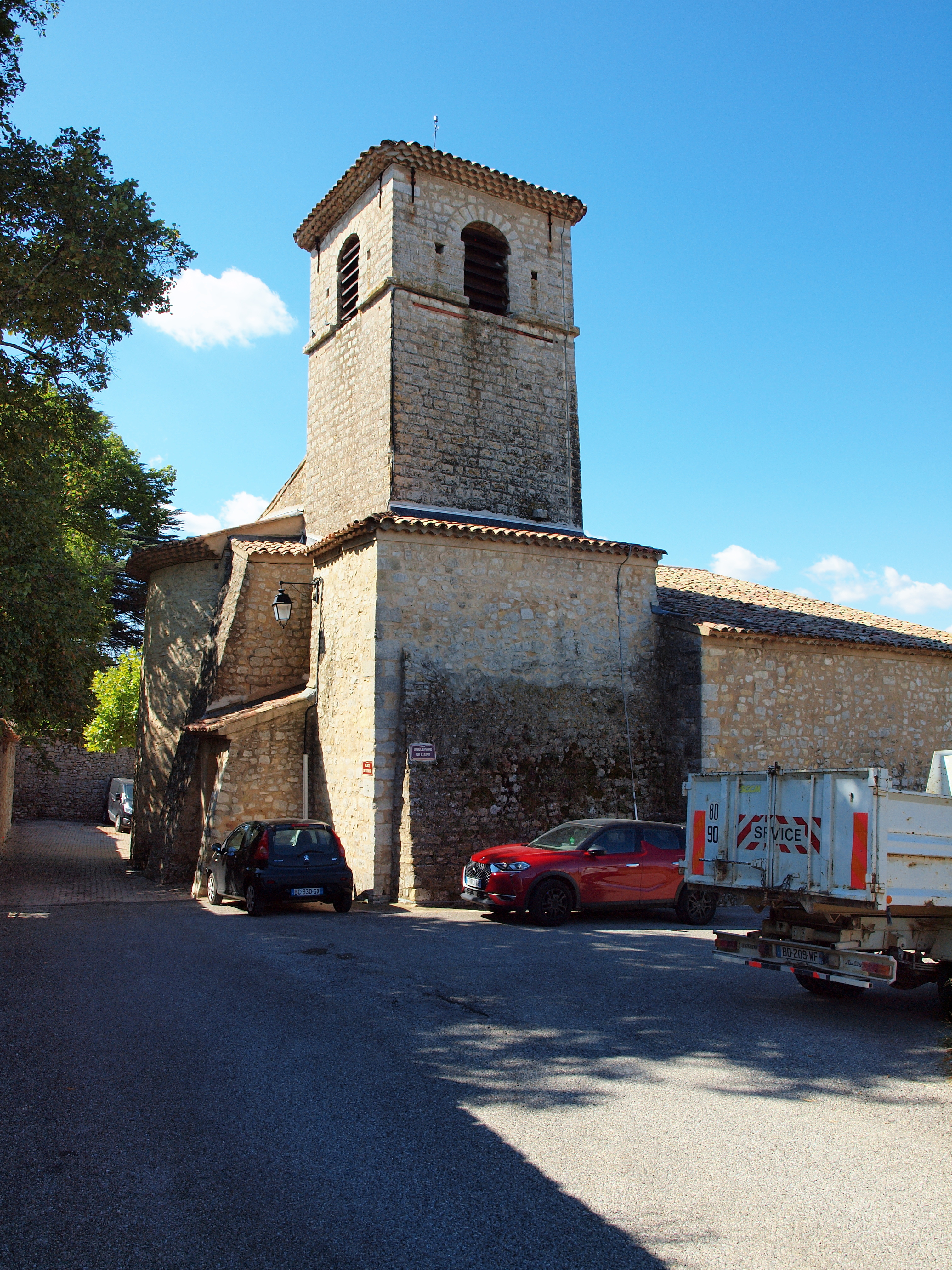
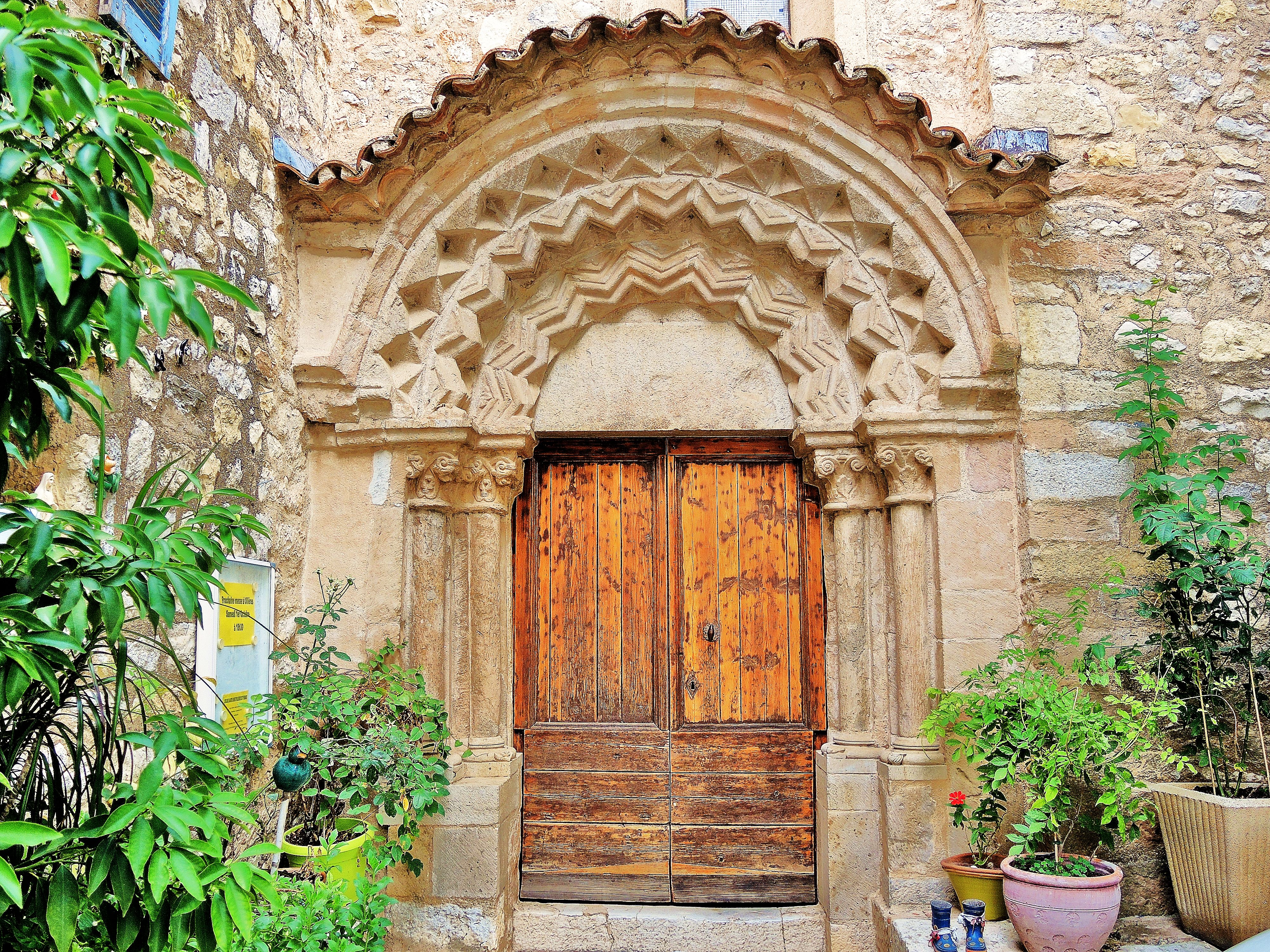
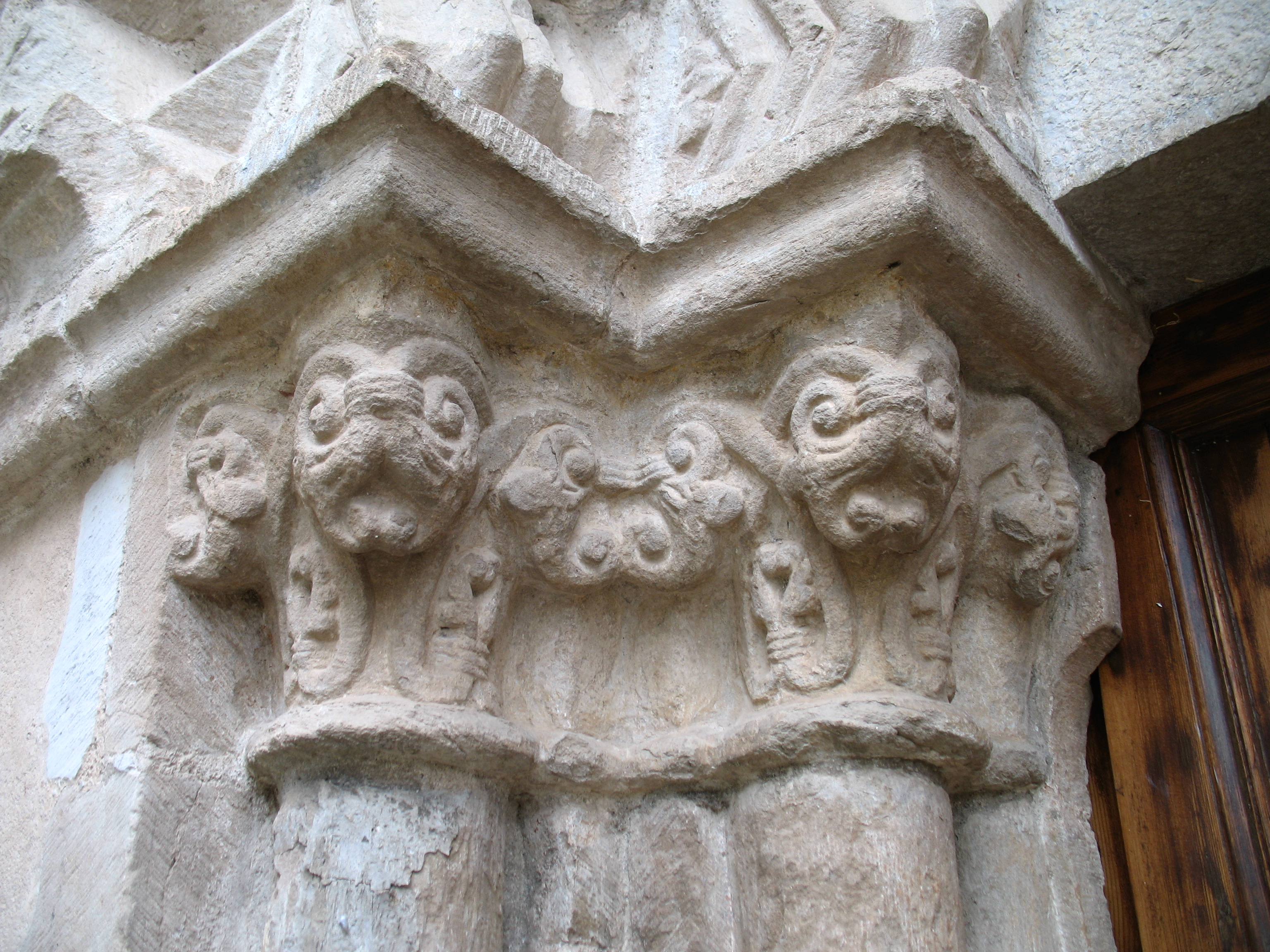

- Église abbatiale Saint-Hilaire d'Ollières.
- L'ancien presbytère.
- La mairie école construite en 1881 sous la IIIe République.
- Le monument aux morts[54].
- L'ancien four communal.
- Borne-fontaine portant l’inscription « 1899 / RF », à Ollières, dont la fontaine rue du portail qui affiche le millésime 1900 suivi de « REPUBLIQUE FRANCAISE »[55].

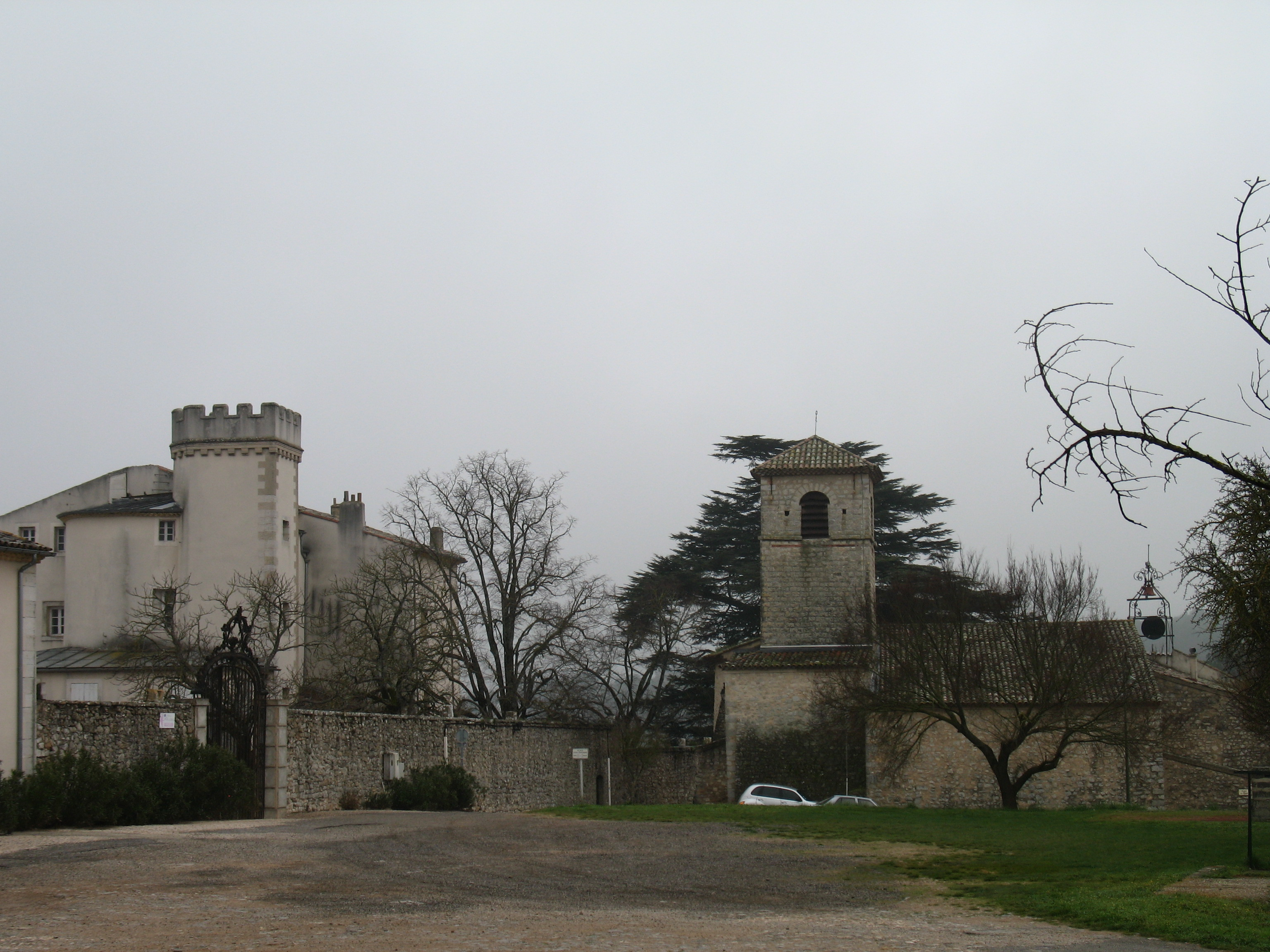
Vue générale du château, l'église et le campanile.
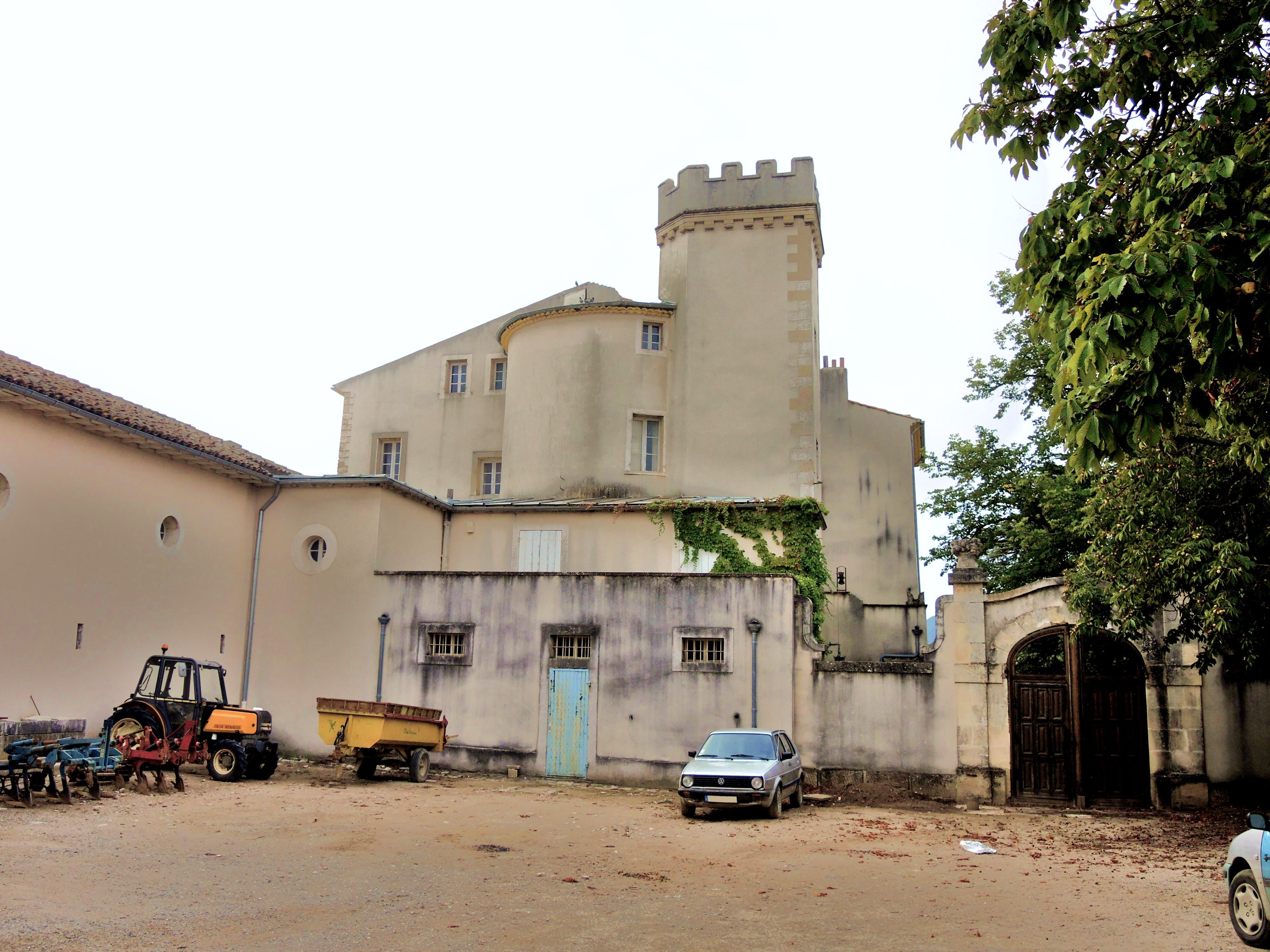
Le château...
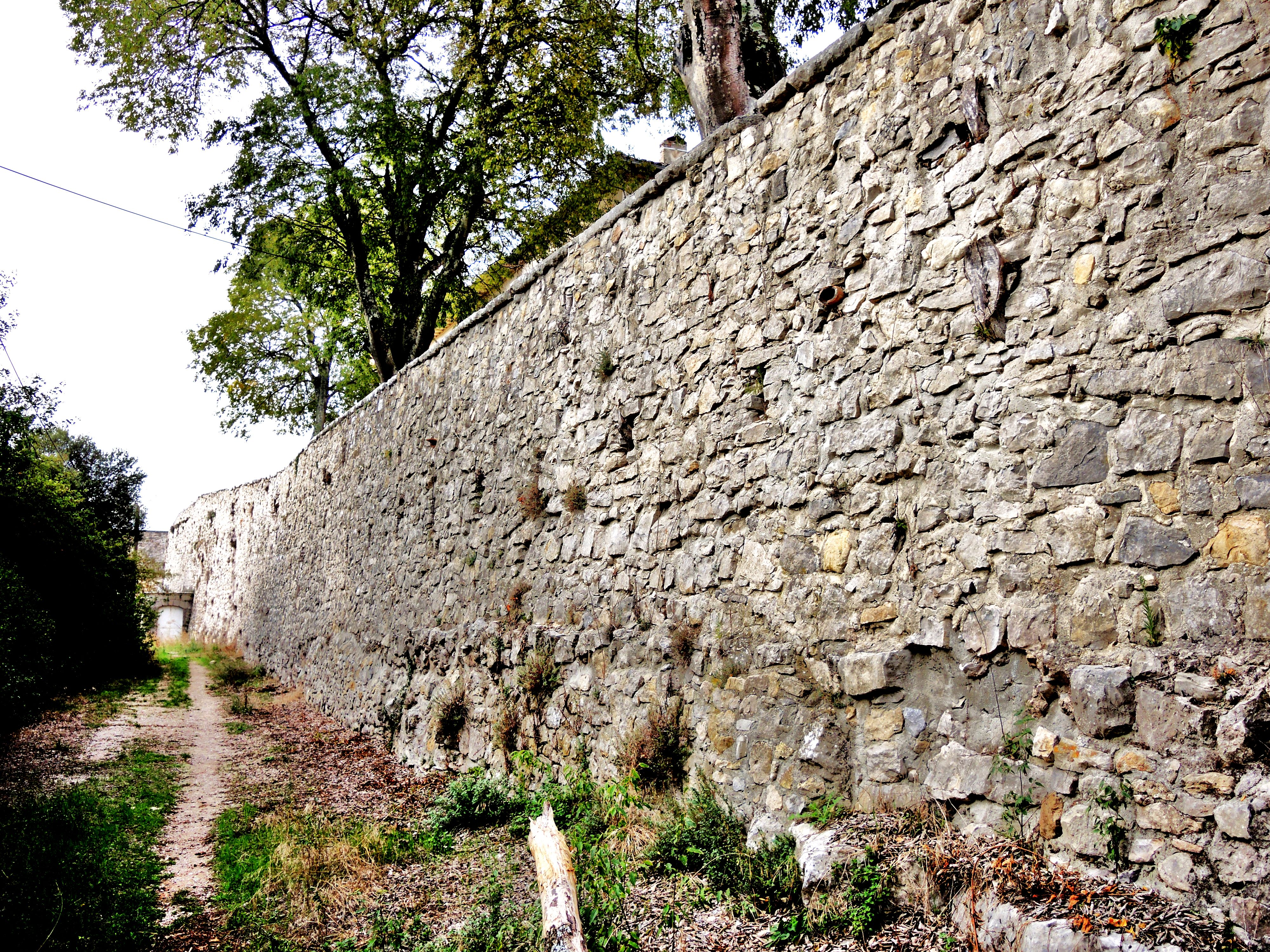
... et sa muraille est.
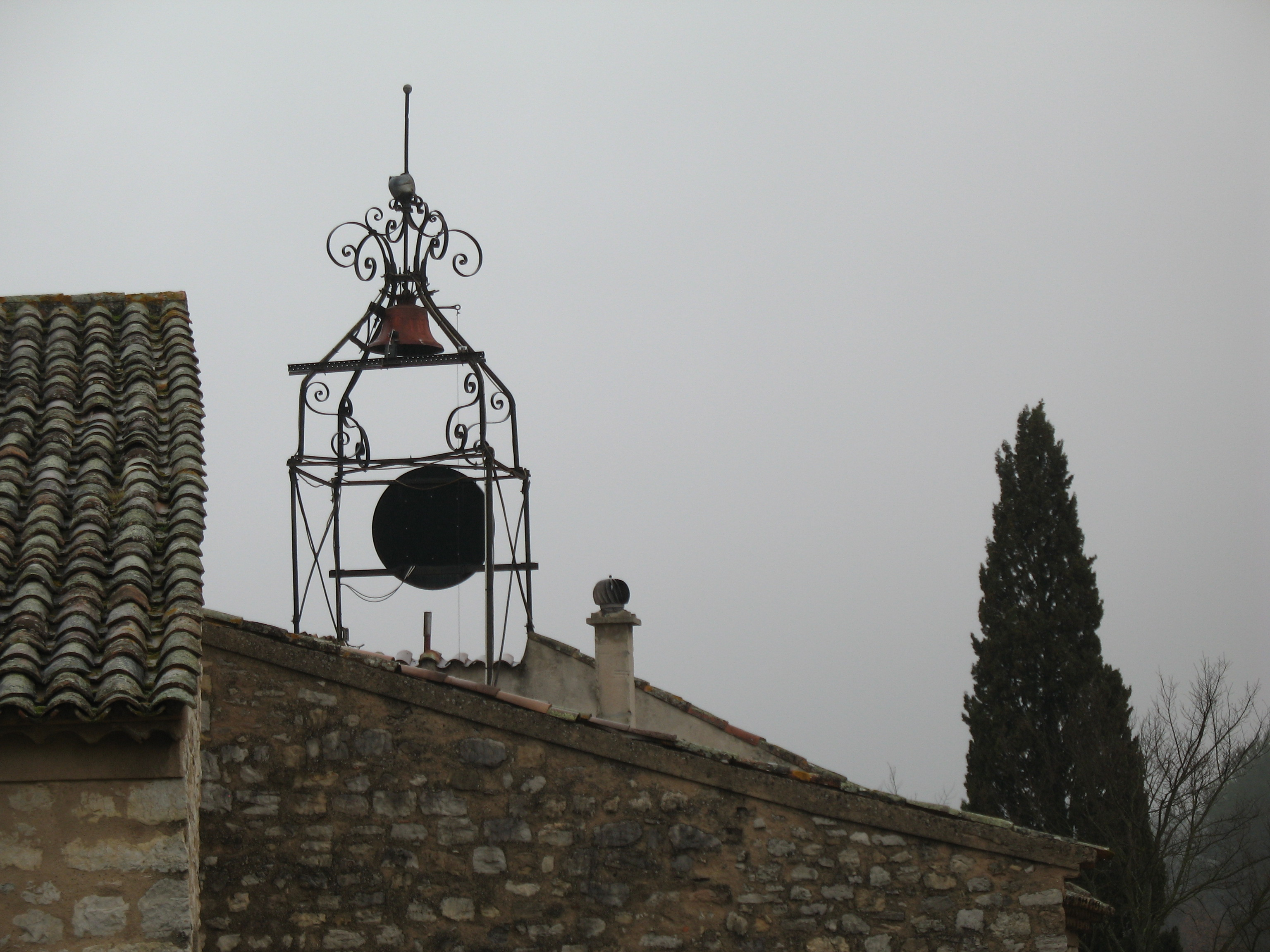
Campanile.
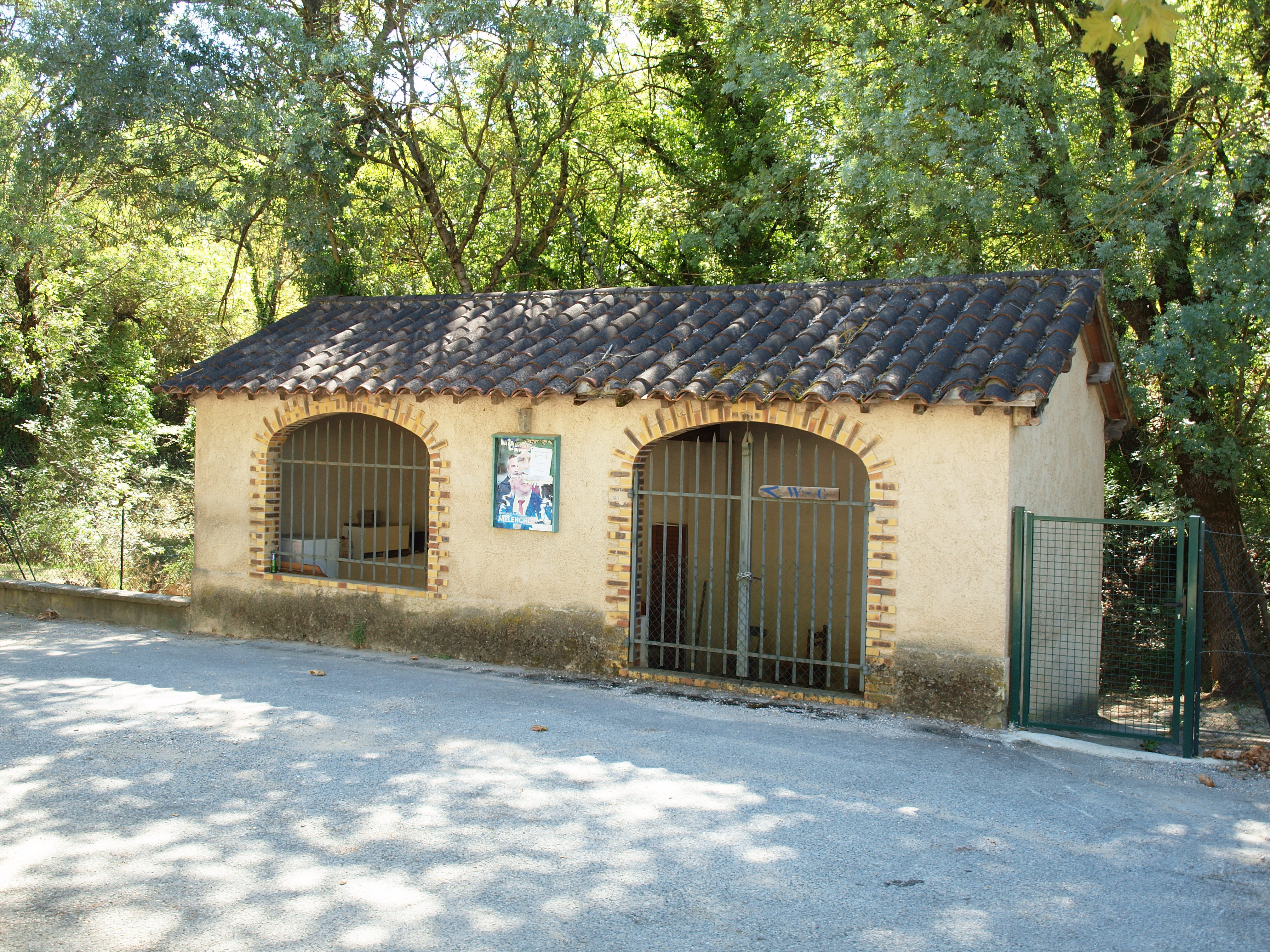
L'ancien lavoir.
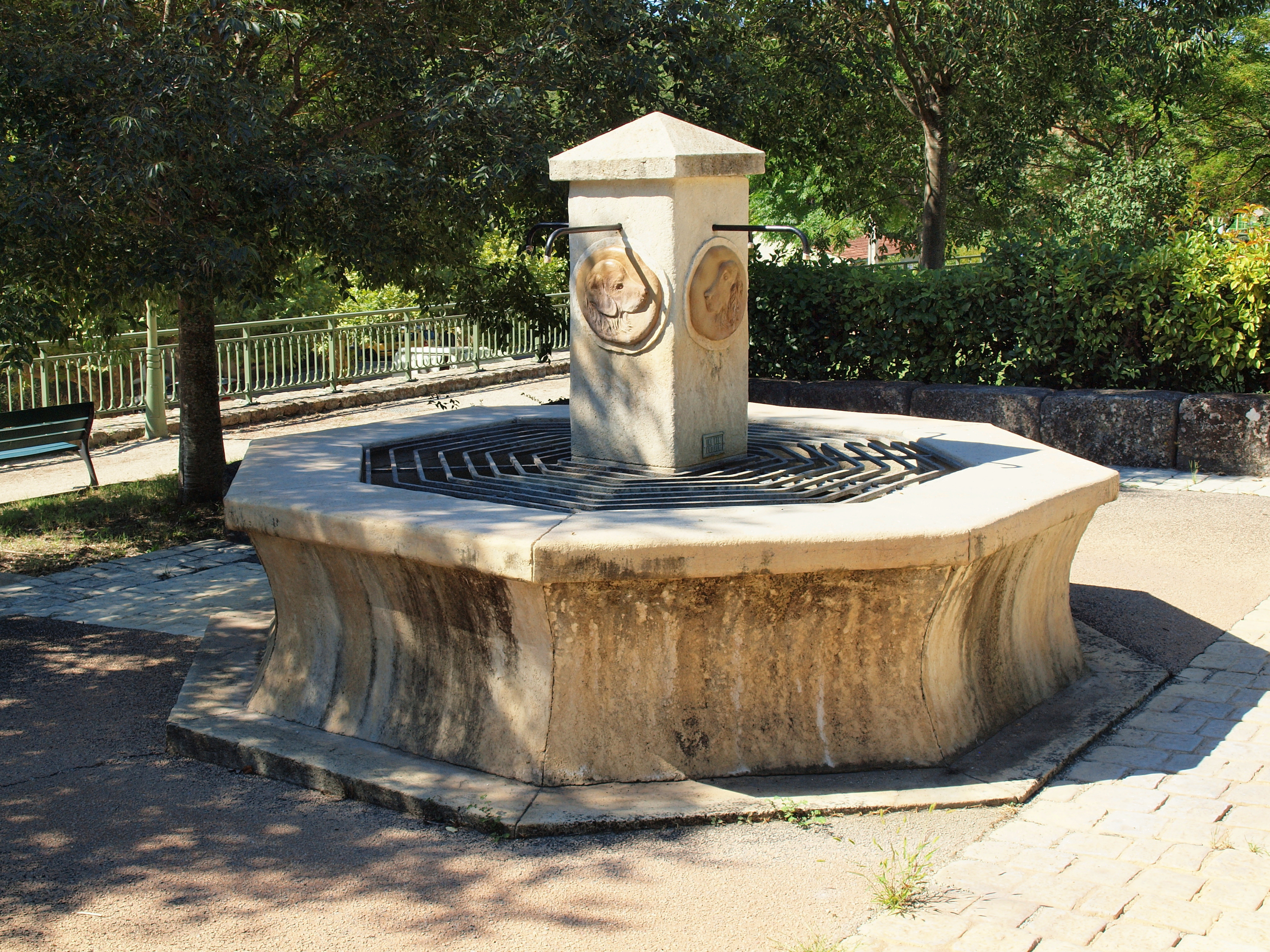
Fontaine.
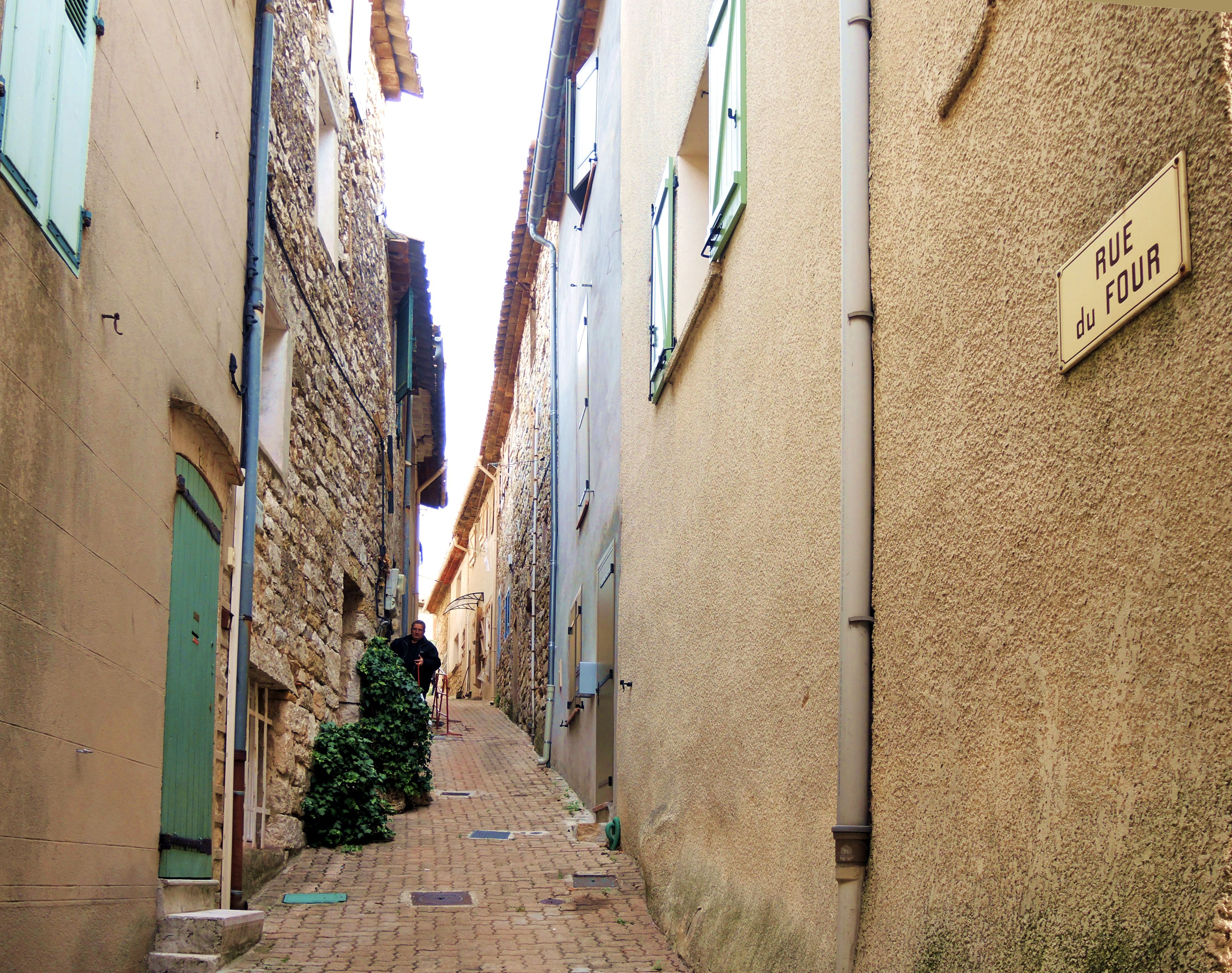
La rue du Four.
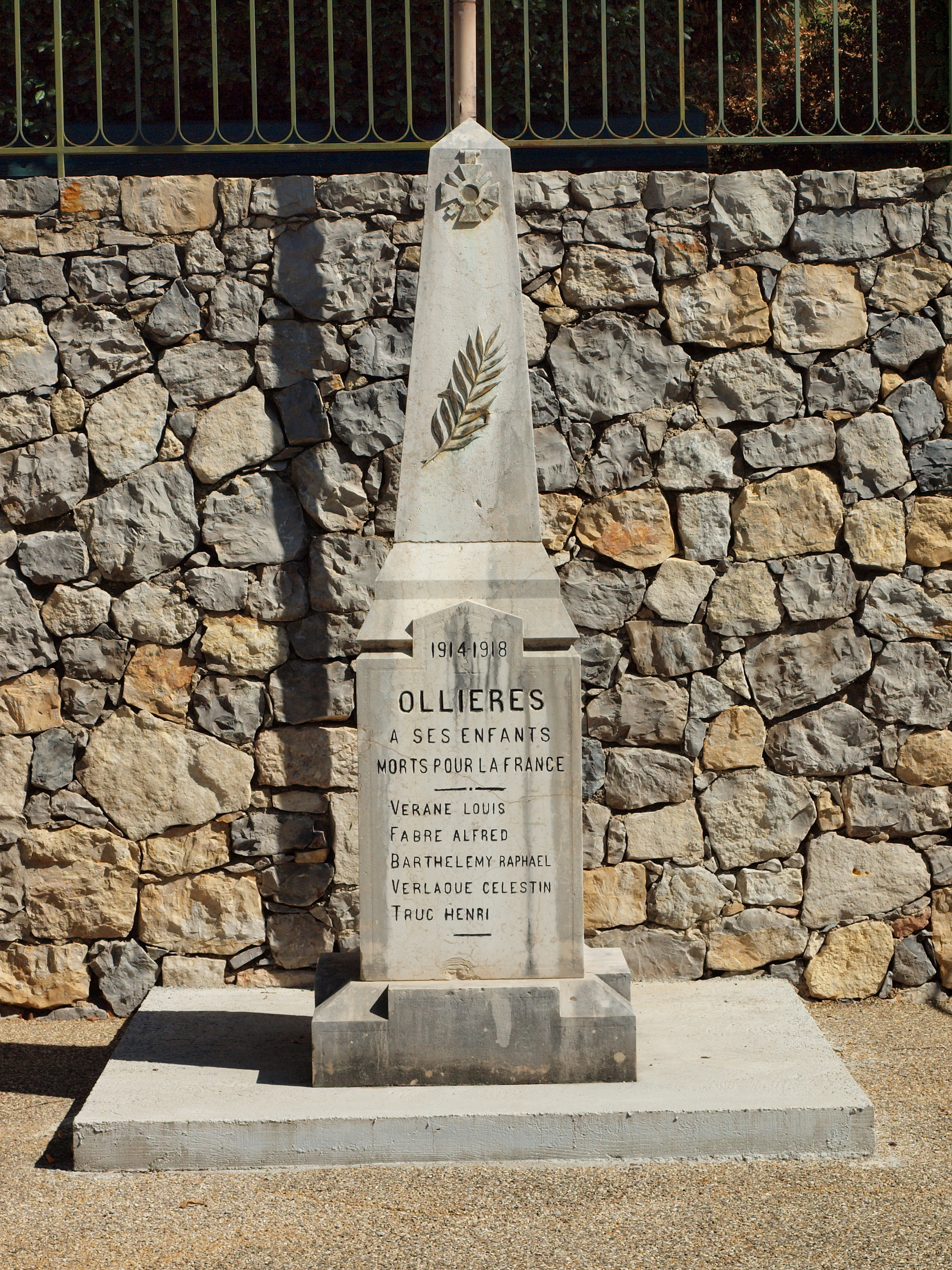
Monument aux morts.

### Personnalités liées à la commune
- Jean Baptiste Louis Philippe de Félix du Muy (1751-1820), général des armées de la Royauté, de la Révolution et de l'Empire, né dans cette commune, décédé à Paris.

### Héraldique
| Blason de Ollières | Blason  | De gueules à la bande d'argent chargée du mot OLLIÈRES en lettres capitales de sable. |
| Blason de Ollières | Détails | Le statut officiel du blason reste à déterminer.                                      |

## Pour approfondir